# John de Koningh
John de Koningh (Londen, 17 oktober 1808 – Genua, 30 juni 1845) was een Nederlands beeldhouwer en graveur.

## Leven en werk
De Koningh werd geboren in Londen uit Nederlandse ouders, in 1813 keerde het gezin terug naar Dordrecht. Hij was een zoon van de schilder Leendert de Koningh (1777-1849) en Jacoba Wouterina de Koningh (1782-1845). Hij, zijn zus Sophia (1807-1870) en broers Leonard (1810-1887) en Arie (1815-1867) kregen les van zijn vader. John studeerde aan de Koninklijke Academie voor Schone Kunsten van Antwerpen (1828-1830). In 1840 vervolgde hij zijn studie aan de Koninklijke Academie van Beeldende Kunsten in Amsterdam.
De Koningh maakte christelijk-religieus werk (heiligenbeelden) en werk geïnspireerd op de mythologie. In 1841 won hij de Prix de Rome voor beeldhouwkunst met een werk van Prometheus die met het gestolen vuur naar de aarde terugkeert. Hij werd in dat jaar benoemd tot lid van de Koninklijke Akademie. Het prijsgeld van vier jaar lang ƒ 1200 per jaar stelde hem in staat zijn studie in Italië voor te zetten. Hij nam in 1844 vanuit Rome met een basrelïef deel aan een tentoonstelling van Levende Meesters in Amsterdam. Het Algemeen Handelsblad zag in het reliëf "goede studie van de antieken". In 1845 trok De Koningh naar Genua, waar hij na een ziekbed op 36-jarige leeftijd overleed.
- Biografisch Portaal: 15060608
- RKD-Nederlands Instituut voor Kunstgeschiedenis: 312175
- Union List of Artist Names: 500116562
- Virtual International Authority File: 96545396